# مفصل جناغی‌ترقوه‌ای
مفصل جناغی‌ترقوه‌ای (انگلیسی: Sternoclavicular joint) از اتصال سر جناغی استخوان ترقوه با قسمت سر استخوان جناغ سینه (مانوب ریوم) به‌وجود می‌آید.
مفصل جناغی‌ترقوه‌ای، مفصلی است که ساختمان کروی دارد و دارای حرکت کامل حول سه محور حرکتی می‌باشد. حرکت ترقوه از این مفصل حول محور ساجیتال شامل کشش بالایی کتف (Elevation) و کشش پایینی کتف (Depression) می‌باشد. این حرکت با بالا کشیدن استخوان کتف و استخوان بازو همراه است که در حرکت لیفت وزنه‌برداری کتف‌ها دارای اهمیت است.
حول محور حرکتی عمودی حرکت فلکشن و اکستنشن افقی ترقوه را موجب می‌گردد که این حرکت با پیش‌کشی (پروترکشن) و پس‌کشی (ریتراکشن) کتف همراه است. در حرکت پیش‌کشی بر وسعت کمربند شانه افزوده می‌شود و در واقع کتف‌ها از یکدیگر دور می‌شوند. این حرکت در شنای روی زمین به خوبی قابل مطالعه و مشاهده می‌باشد.
حول محور فرونتال، ترقوه حرکتی چرخشی حول محور طولی خود پیدا می‌کند که مقدار آن بسیار ناچیز است و به چرخش بالایی و پایینی ترقوه موسوم است. شکل زیر حرکت‌های ترقوه را حول سه محور حرکتی از مفصل جناغ و ترقوه نشان می‌دهد.